# Zhaoxiang
Rey Zhaoxiang de Qin o rey Zhao de Qin (秦昭襄王 o 秦昭王) (324 a. C. - 250 a. C.), hijo del rey Huiwen, y hermano pequeño del rey Wu. Después de la muerte de rey Wu, el rey Zhao se enfrentó por la corona del reino Qin con su hermano menor en 306 a. C. Con la ayuda del rey Wuling, el rey Zhao finalmente ascendió al trono (306 a. C.-250 a. C.). En 260 a. C. el rey Zhao se impuso en la batalla de Changping contra el Estado Zhao.
Bajo Zhao, Qin capturó territorio de los Yiqu (義渠) un pueblo semipastoril, y construyó «muros largos»“ de protección contra los Wu Hu, un pueblo nómada del noroeste.